# Фаренвальде
Фаренвальде (нем. Fahrenwalde) — община в Германии, районный центр, расположен в земле Мекленбург-Передняя Померания.
Входит в состав района Иккер-Рандов. Подчиняется управлению Иккер-Рандов-Таль. Население составляет 357 человек (2009); в 2003 г. — 414. Занимает площадь 26,10 км².

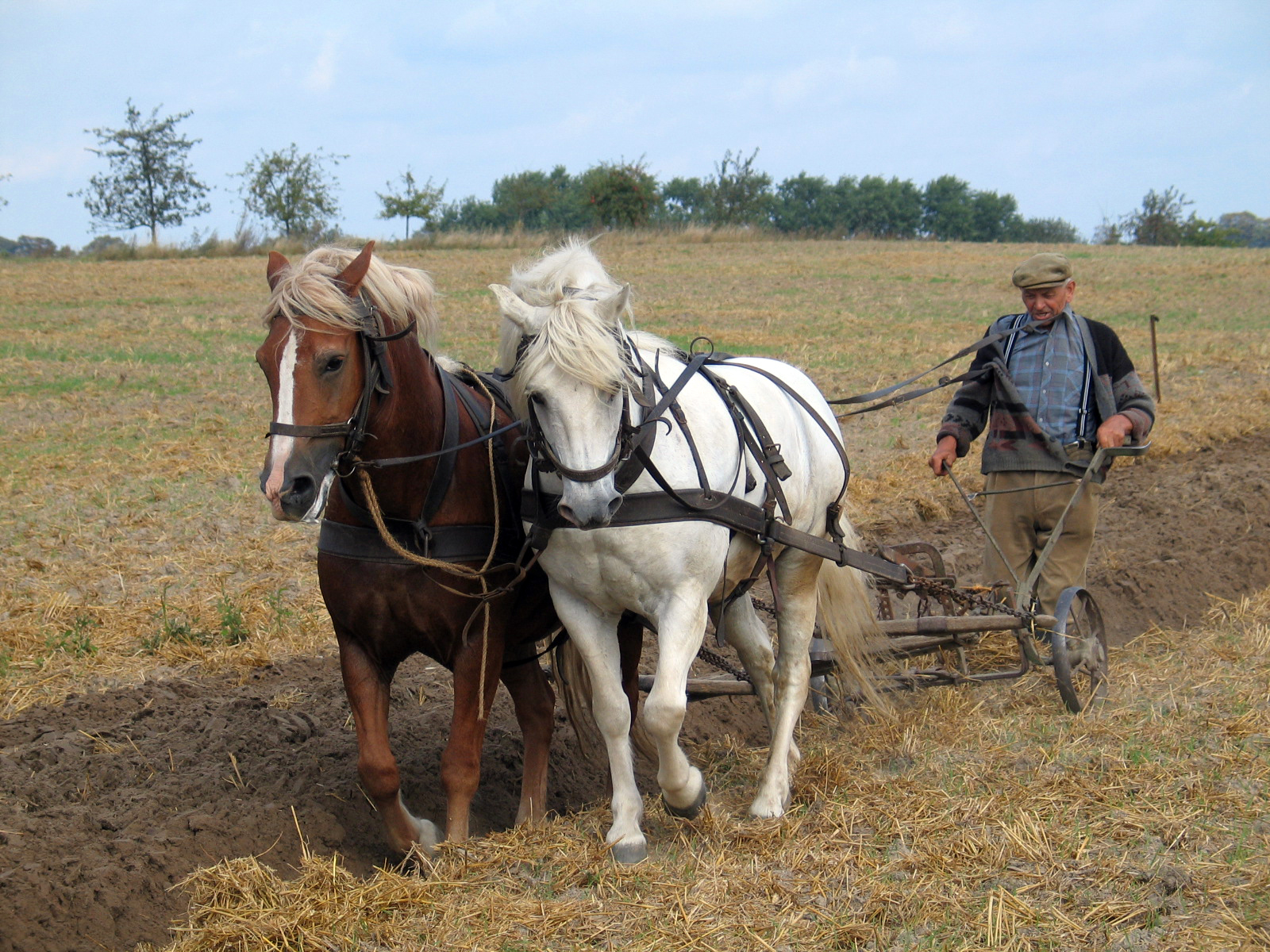
Фаренвальде

| Год  | Население |
| ---- | --------- |
| 1991 | 435       |
| 1995 | 440       |
| 2000 | 435       |
| 2005 | 395       |
| 2010 | 358       |